# ZBTB7B
ZBTB7B‏ (Zinc finger and BTB domain containing 7B) هوَ بروتين يُشَفر بواسطة جين ZBTB7B في الإنسان.